# Soledad Franco
Soledad Franco (Asunción, Paraguay; el 11 de octubre de 1979) es una periodista deportiva, presentadora de TV y locutora radial paraguaya. Se destaca por haber sido la primera mujer en dedicarse íntegramente al periodismo deportivo en Paraguay.

## Biografía
Nació en Asunción, el 11 de octubre de 1979 en el Sanatorio Mayo. Sus padres son Carlos María Franco (periodista deportivo) y Blancanieves Zaldívar (arquitecta, Miss Paraguay 1969); tiene tres hermanos, Belén, Carlos y José. Tuvo una infancia normal y feliz. Cursó toda la enseñanza primaria y secundaria en el colegio de la Asunción. En 1998 ingresó a la carrera de Informática en la Universidad Americana. Unos años después se dio cuenta de que no era lo suyo así que dejó la carrera ya que en ese entonces ya trabajaba en televisión y el tiempo que le consumía esto no le permitía poder continuar con su carrera universitaria.

## Televisión

### Canal 13
Noticiero Deportivo (2001-2007)
Especiales de Navidad y Año Nuevo (2002-2007)
Anfitriona del Festival Iberoamericano Latinautor (2003)
Premios Oscar(2003-2004)
En 13 Mana (2005-2006)
Cocinando la Mañana (2006)
Mañana Express(2007)

### Unicanal
- Deportes 100% (2009-2010)
- Deportes Unicanal (2015-presente)

### Telefuturo
- Vive la vida (2012-2014)
- Meridiano Informativo

### Tigo Sports
- Deportes 100% (2014)
- Tigo Sports Noticias (2014-Actualmente)
- Rock & Gol TV (2015-Actualmente)

## Radios

### Radio Sol
Rayando el Sol (2001)

### Radio Santa Mónica
Variedades (2002)

### Radio Cardinal AM
El programa sin nombre (2003-2004)

### Radio Amor
Desayuno Deportivo (2005)

#### Radio RGS FM 94.3 (Red Global Satelital)
Tiempo Fuera (2005-2008)

### Radio Urbana
Wake up (2010)

### Rock & Pop 95.5 FM
Rock & Gol Radio